# Venturia argentina
Venturia argentina är en stekelart som beskrevs av Carlos Schrottky 1902. Venturia argentina ingår i släktet Venturia och familjen brokparasitsteklar. Inga underarter finns listade i Catalogue of Life.